# Алияга
Новохолмске (на украински: Новохолмське; на руски: Новохолмское) е селище в Южна Украйна, Одеска област, Болградски район. Заема площ от 1,1 км2. Преобладаваща част от жителите са бесарабски българи.

## Население
Населението на селото според преброяването през 2001 г. е 123 души.

### Езици
Численост и дял на населението по роден език, според преброяването на населението през 2001 г.:
| Роден език | Численост | Дял (в %) |
| Общо       | 123       | 100.00    |
| Български  | 53        | 43.08     |
| Руски      | 41        | 33.33     |
| Украински  | 29        | 23.57     |